# Сенеб
Сене́б (егип. Snb «здоровый») — карлик, высокопоставленный чиновник в Древнем Египте (ок. 2520 год до н.э., Древнее царство) периода IV династии. Сенеб занимал высокое положение и обладал богатствами, тысячами голов скота, 20 поместьями, носил несколько религиозных титулов и был женат на высокопоставленной жрице, которая родила троих детей.
Расписная скульптура Сенеба с женой и детьми (22,5 x 25 см) найдена в его гробнице в 1926 году. Сенеб изображён сидящим на каменном блоке с согнутыми ногами (ахондроплазия) рядом с обнимающей его женой, их дети стоят у основания блока. Скульптура представляет гармоничную композицию. В гробнице представлены изображения с различными сценами из жизни Сенеба.

## Скульптура Сенеба и его семьи
Известняковая скульптура Сенеба и его семьи является частью коллекции Египетского музея в Каире (зал 32, JE 51280). Сенеб изображён сидящим с согнутыми ногами на каменном блоке, сложив руки в положении, характерном для писца. Его жена Сенетитес (snt-jt.s) восседает рядом в длинном каласирисе с длинными рукавами и в парике, скрывающем её натуральные проглядывающие на лбу волосы. Она обнимает супруга в знак любви и поддержки. Улыбка на её лице демонстрирует удовлетворённость и счастье при жизни.
Дети четы — мальчик и девочка (не унаследовавшие карликовость отца), стоят у основания блока, где сидит Сенеб, изображены обнажёнными с указательными пальцами у ртов и юношескими локонами. Это указывает на то, что дети не достигли подросткового возраста, когда египетским детям делали «взрослую» стрижку. Согласно древнеегипетским художественным канонам, кожа Сенеба и его сына окрашена в более тёмный оттенок в сравнении с Сенетитес и их дочерью. На статуе записаны имена троих детей, хотя третий ребёнок не изображён, предположительно из соображений симметрии. Детей назвали в честь руководителей Сенеба из царской семьи: сына звали Раджедеф-Анх («Пусть живёт Раджедеф»), старшую дочь — Авиб-Хуфу («Счастлив Хуфу»), а младшую — Смерет-Раджедеф («Спутница Раджедефа»).
Отказ скульптора от плиты со стороны спин облегчает композицию и создаёт эффект негативного пространства. Разместив детей параллельно ногам Сенетитес, художник добавил симметрии и создал впечатление пропорциональности сидящей фигуры Сенеба, не скрывая настоящего его телосложения. Имена и титулы представителей семьи приведены по обеим сторонам от детей и на горизонтальной поверхности основания.
Сенеб изображён реалистично — с большой головой и маленькими руками и ногами. Возможно, у него была ахондроплазия, распространённая форма карликовости, поражающая активно растущие части тела — преимущественно бедренную и плечевую кости и влияющая на выпуклость лба и вдавленность носовой перегородки черепа. Другим диагнозом Сенеба может быть дисмелия, при которой ноги и руки остаются короткими. Изображение Сенетитес менее реалистично и частично соответствует другим портретам знатных египтянок эпохи.

## Карьера
Имя Сенеба переводится «здоровый» и, возможно, указывает на попытку его матери таким образом защитить сына. Многие египтяне носили схожие имена с пожеланиями здоровья и силы.
Карликовость не считалась дефектом в Древнем Египте, в отличие от других культур. Египетские тексты советовали принимать людей с физическими или умственными недостатками, поскольку в пантеоне были боги-карлики Бес и Птах. Некоторые карлики получали престижные должности и богатые усыпальницы вблизи от захоронений своих царских начальников. Карьера Сенеба записана на его ложной двери и постаментах статуй, где перечислено его 20 титулов:
| Должностные титулы | Жреческие титулы | Придворные титулы |
| --- | --- | --- |
| - надзиратель над карликами (указывающий, что во дворце были и другие) - надзиратель над jwḥw (возможно, имеются в виду ухаживающие за животными) - надзиратель над дворцовыми ткачами - «кого носят в паланкине» (= начальник ткацкого цеха) - начальник администрации нижнеегипетской короны (= начальник управления мастерских по изготовлению регалий для короны Нижнего Египта) - начальник управления mw - надзиратель над экипажем ks-лодки (имеется в виду церемониальная или культовая лодка) - хранитель" Божьей печати Wn-ḥr-b3w-лодки (папирусовая лодка, использующаяся в определённых празднествах) | - слуга бога (жрец Hem-netjer) Хеопса - слуга бога Раджедефа - жрец Уаджит - жрец большого быка, кто во главе Sṯpt - жрец быка Mrḥw | - друг фараона - друг дворца - глава дворца - господин достоинства при властелине - возлюбленный божественного [фараона] - все дни любимы его властелином - действующий на радость властелина |

Его титулы указывают на то, что Сенеб начал свою карьеру в качестве чиновника, отвечающего за царские ткани и, возможно, за домашних животных (должность, в которой служили другие карлики), и впоследствии получил более высокие посты, предполагающие ответственность за царские или культовые лодки. Также возможно, что Сенеб родился в высокопоставленной семье и получил должность по статусу рождения. Сенеб принимал участие в панихиде по фараонам Хеопсу, владельцу Великой пирамиды, и его преемнику Джедефру (Раджедефу). Сенетитес была стандартного роста, занимала должность жрицы Хатор и Нейт.

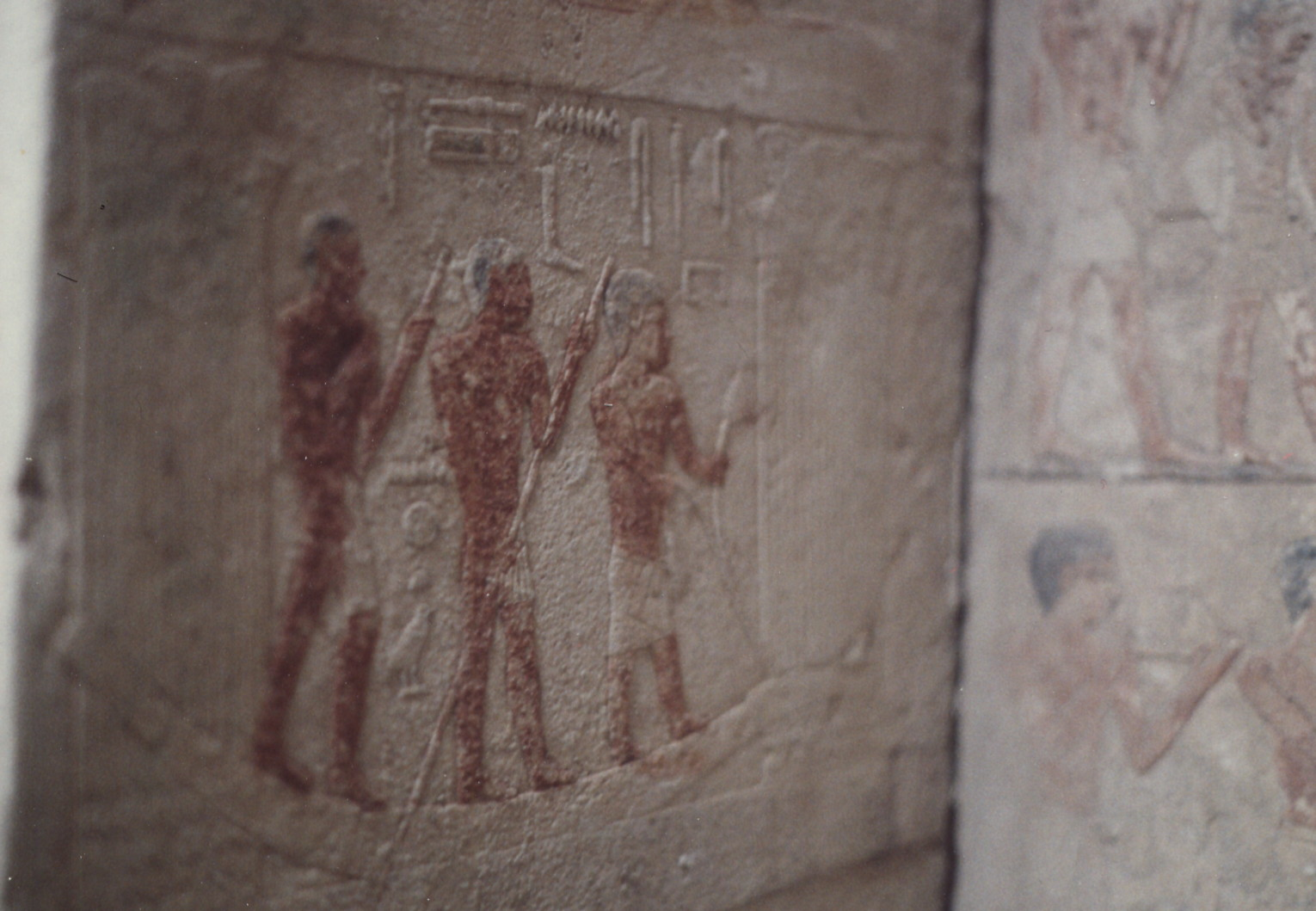
Сенеб в лодке; сцена на ложной двери Сенеба.

Рельефы и ложная дверь в гробнице указывают на богатство и власть Сенеба. Он назван владельцем нескольких тысяч голов крупного рогатого скота, изображён в семейных сценах: в паланкине, на лодке в Дельте Нила, с детьми. Ложная дверь говорит, что Сенеб исполнял стандартные обязанности высокопоставленного придворного: проверка льна и крупного рогатого скота, сбор отчётности и руководство слугами. Сенеб изображён в схенти и жреческом облачении с накинутой шкурой пантеры, сжимающим в руках символы своей должности — скипетр и посох. На одном из рельефов он показан в сопровождении двух собак, клички которых записаны.

## Гробница

Карта некрополя Гизы. Гробница Сенеба найдена на западном кладбище (Western cemetery)

Сенеб упокоился в мастабе — кирпичной гробнице с плоской крышей — на западном кладбище некрополя Гизы, недалеко от современного Каира. Гробницу в 1926 году вновь открыл немецкий археолог Герман Юнкер. Гробница соседствует с гробницей высокопоставленного придворного Пернианху, возможно, отца Сенеба. Долгое время датировка погребения не была установлена, однако теперь её строительство относится к правлению Джедефры (2528—2520 годы до н. э.). Имя супруги Сенеба упомянуто в близлежащей гробнице чиновника Анхиба, предположительно, члена семьи Сенеба и Пернианху. Очевидно, Сенеб был похоронен вместе со своей женой, но их мумии не сохранились, поскольку гробницу разграбили ещё в древности, как и большинство других в Гизе. В мастабе Сенеба была предпринята одна из первых попыток возвести над квадратной камерой потолочный купол, опирающийся на выступающие кирпичи по углам камеры.
В мастабе Сенеба вырезаны две культовые ниши с ложной дверью и полками. В стоявших там каменных сундуках хранились три статуи: расписанная известняковая скульптура Сенеба с семьёй и две другие статуи из гранита и дерева. Последняя рассыпалась вскорости после обнаружения, а Юнкер успел описать её. Статуя высотой около 30 см изображала Сенеба, стоящим с посохом в одной руке и скипетром в другой. Остатки этой деревянной статуи хранятся в наши дни в музее Рёмера и Пелицеуса в Хильдесхайме (Германия); очертания завитого парика, резную левую руку до локтя ещё можно различить среди сохранившихся фрагментов. 1,5-тонный саркофаг Сенеба входит в коллекцию Египетского музея Лейпцигского университета.

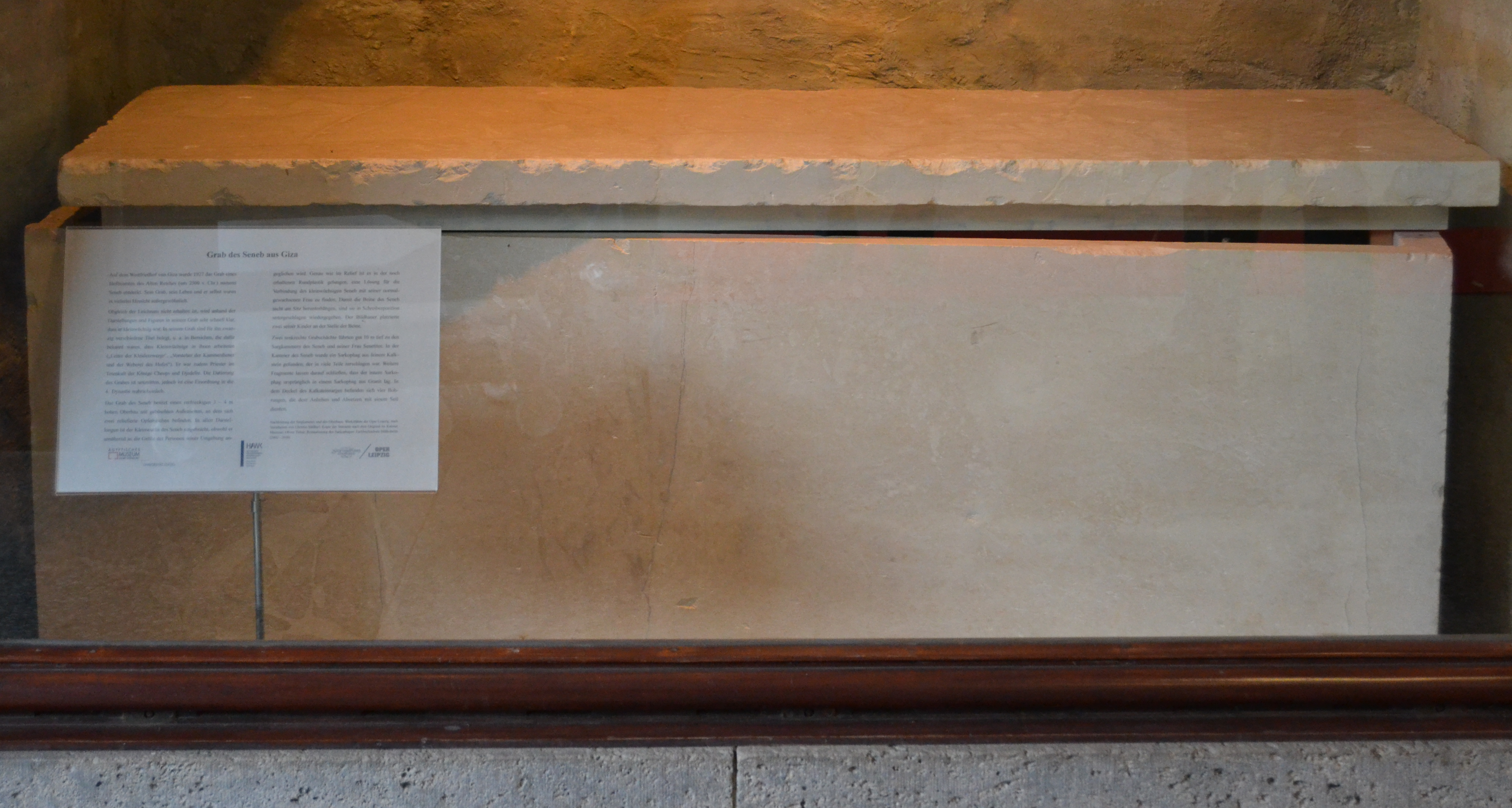
Отреставрированный саркофаг Сенеба в коллекции Египетского музея Лейпцигского университета

Как и в случае со скульптурой рост Сенеба требовал от мастеров нестандартных художественных решений. Каноническое изображение высокопоставленного человека через увеличение его пропорций должно было быть совмещено с портретностью самого Сенеба, который на рельефах показан крупнее его слуг, но с особенностями физического строения карлика. Его жена изображается не рядом, но поодаль от супруга, чтобы избежать проблем художественного оформления. Сенеб не показан в сценах типично мужского занятия — охоты, что, очевидно, было непрактично для человека его роста. Однако имеется изображение Сенеба, нагибающего заросли папируса, чтобы проплыть на лодке по реке. В гробнице также изображена изготовленная на заказ мебель для Сенеба с короткой спинкой и сплошными подлокотниками, чтобы скрывать ноги.